# Vladimir Škljarov
Vladimir Andrejevič Škljarov (Владимир Андреевич Шкляров; 9. února 1985, Petrohrad, Sovětský svaz – 16. listopadu 2024, tamtéž) byl ruský baletní tanečník, sólista Mariinského divadla v Petrohradě. Byl také hostujícím sólistou Bavorského státního baletu v Mnichově a Královského baletu v Londýně.

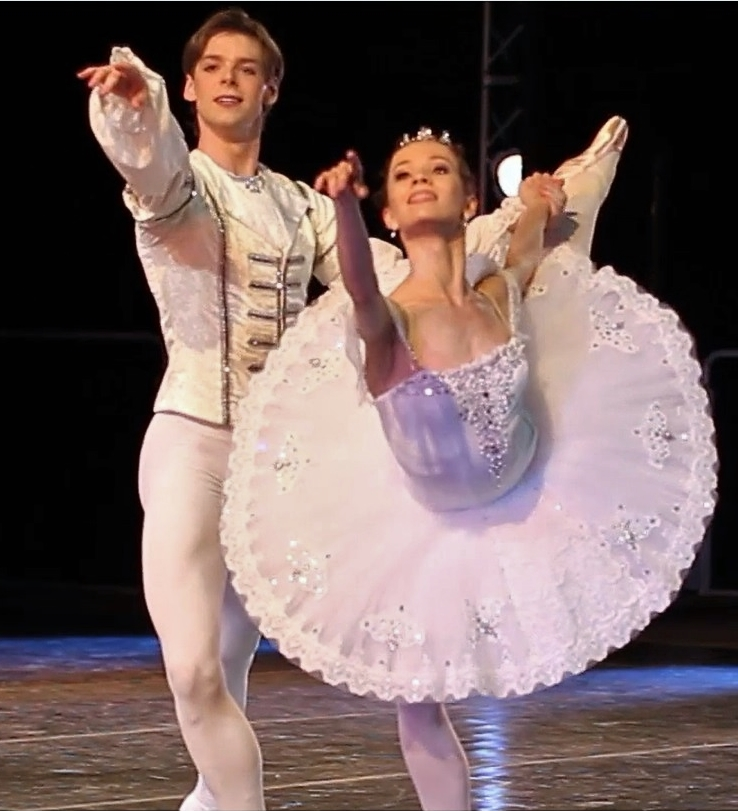
Škljarov a jeho manželka Maria Širinkina na festivalu v Ravellu v Šípkové Růžence, 2013

V březnu 2022, po ruské invazi na Ukrajinu, Škljarov uvedl na sociálních sítích: „Jsem proti jakékoli válce!... Nechci ani války, ani hranice.“
Zemřel 16. listopadu 2024 ve věku 39 let. Vypadl z balkónu v pátém patře. Ruští vyšetřovatelé oznámili, že umělcova smrt byla zřejmě nehoda.